# Vermögensverfall
Als Vermögensverfall wird in einigen (§ 33 Nr. 6 GVG), insbesondere einigen berufsrechtlichen Gesetzen (z. B. BRAO, StBerG) die Situation bezeichnet, in der ein Betroffener (potentieller Schöffe, Rechtsanwalt, Steuerberater) in ungeordnete, belastende finanzielle Umstände geraten ist, die er in absehbarer Zeit nicht ordnen kann, und er außerstande ist, seinen Verpflichtungen nachzukommen. Ein Vermögensverfall wird z. B. mit der Eröffnung des Insolvenzverfahrens gemäß § 14 Abs. 2 Nr. 7 BRAO und § 46 Abs. 2 Nr. 4 StBerG widerlegbar vermutet. Beweisanzeichen für einen Vermögensverfall sind außerdem die Erwirkung von Schuldtiteln und Vollstreckungsmaßnahmen gegen den Betroffenen.

## Situation bei Berufsträgern
Im Falle eines Vermögensverfalls droht dem betroffenen Berufsträger der Widerruf der Berufszulassung. Damit trägt der Gesetzgeber der besonderen Gefährdungslage im Hinblick auf den Umgang des Berufsträgers mit Fremdgeldern und den darauf möglichen Zugriff seiner Gläubiger Rechnung. Trotz Vermögensverfalls darf die Zulassung eines Rechtsanwalts ausnahmsweise nicht entzogen werden, wenn die Interessen der Rechtssuchenden im Einzelfall nicht gefährdet sind. An diese Voraussetzung stellt die Rechtsprechung des Anwaltssenats des Bundesgerichtshofs aber strenge Anforderungen; so muss insbesondere sichergestellt sein, dass der in Vermögensverfall geratene Anwalt seine Tätigkeit in einer Sozietät ausübt, innerhalb derer er nicht – auch nicht vertretungsweise – mit der Verwaltung von Fremdgeld in Berührung kommt.

## Situation bei Schöffen
Im Vermögensverfall begriffene Personen sollen nicht zum Amt des Schöffen berufen werden (§ 33 Nr. 6 GVG, § 18 Abs. 2 FGO, § 21 Abs. 2 Satz 2 ArbGG). Hintergrund ist im Falle der Strafgerichtsbarkeit die Erwägung, dass bei Personen in schlechten wirtschaftlichen Verhältnissen die Gefahr mangelnder innerer Unabhängigkeit insbesondere gegenüber der Vermögenskriminalität bestehen kann. In Bezug auf die Arbeitsgerichtsbarkeit wird angeführt, die Unordnung der Vermögensverhältnisse sei geeignet, dem Ansehen der ehrenamtlichen Richter zu schaden.